# Acanthopelma beccarii
Acanthopelma beccarii là một loài nhện trong họ Theraphosidae trong chi Acanthopelma. Đây là loài đặc hữu của Guyana.